# Хантавади
Хантавади (бирм. ဟံသာဝတီ ပဲခူး နေပြည်တော်, мон. ဟံသာဝတဳ), в европейских источниках часто называемое просто Пегу по названию столицы — средневековое монское государство на части территории современной Мьянмы. Так как моны ранее были также известны как раманна, то ещё одно историческое название этого государства — Раманнадеса (бирм. ရာမညဒေသ, мон. ရးမည, «страна раманнов»).

## История
В XI веке монское государство Татон было завоёвано мьянманским царством Паган, в результате чего Паганское царство стало бинациональным. Однако со второй половины XII века это государство начало слабеть, постепенно терять свои территории, а в 1287 году окончательно пало под ударами монголов. Ещё до окончательного распада страны монские феодалы добились независимости. Монгольское нашествие не достигло побережья Индийского океана и, таким образом, практически не повлияло на монские земли.
Заслуга консолидации монских земель принадлежит Вареру, выходцу из народа шанов. После падения мьянманской власти он объединил монские княжества Татон, Мартабан и Пегу. Город Татхоун стал столицей нового государства. Власть Вареру в значительной степени опиралась на помощь от сюзерена — тайского царства Сукхотаи. Одновременно Вареру признал также сюзеренитет юаньского императора, сняв таким образом угрозу монголо-китайского вторжения. После смерти основателя в Хантавади начался период борьбы за власть, на протяжении которого трон часто менял хозяина.
В 1353 году на престол взошёл Бинья У. В это время на Тенассерим напало созданное в 1350 году тайское государство Аютия. Поскольку в 1363 году часть тенассеримского побережья, включая Моулмейн и сам Мартабан, попала под контроль Аютии, в 1369 году Бинья У вынужденно перенёс столицу государства в Пегу.
В это же время центральная Мьянма начала объединяться под властью мьянманского государства Ава. При преемнике Бинья У, Разадари, началась сорокалетняя война между Авой и Хантавади, между мьянманцами и монами, боровшимися за гегемонию. Война, которая велась только в сухой сезон, проходила без явного преимущества одной из сторон, и в 1407 году был заключён мирный договор, стороны обменялись пленными, заключили династический брак и обозначили границу. Однако уже в 1408 году мьянманцы снова напали на Хантавади из-за придворных интриг, а в 1415 году значительная часть Хантавади была захвачена армией под командованием авского наследного принца. Чтобы освободить дельту Иравади от авских оккупантов, потребовались два года. В дальнейшем, после смерти правителя Авы, война сошла на нет.
В XV веке в Хантавади стали появляться европейские купцы и путешественники, которых привлекали возможности морской торговли через монское государство. В 1435 году Пегу посетил венецианец Николо ди Конти; Афанасий Никитин сообщает о торговле в Пегу в 1470 году; в 1496 году гостями монов стали генуэзцы Иеронимо ди Сан Стефано и Иеронимо Адорио. Из Пегу в другие страны отправлялись не столько пряности, которых там было немного, сколько знаменитая керамика, рис, драгоценные камни и металлы, тиковое дерево, воск и используемая в богослужении и парфюмерии бензойная смола.
Во второй половине XV века престол в Пегу заняла царица Шинсобу; этот единственный эпизод в истории мьянманской государственности, когда престол принадлежал женщине, был связан с тем, что в династии Разадари не осталось наследников мужского пола. В дальнейшем сама Шинсобу выбрала преемником монаха Дхаммазеди, но выдала за него свою дочь, чтобы избежать гнева родичей.
При Дхаммазеди монское государство окончательно стало духовным и культурным центром Мьянмы, в том числе и способствуя распространению в регионе новых веяний в буддизме. Через Хантавади в Мьянму проникла и закрепилась хинаянская версия буддизма. Это произошло после того, как в 1475 году Дхаммазеди отправил миссию из 22 монахов на Ланку для ознакомления с деятельностью секты Махавихара. По возвращении монские монахи распустили сангху и развернули массовые церемонии посвящения по сингальскому образцу в монастыре Кальяни в Пегу. Даже монахи из вечно соперничающей с Хантавади Авы проходили это посвящение, что ещё более укрепило позиции монского государства в регионе.
Выгодное стратегическое положение и богатство Хантавади привлекали особое внимание первой колониальной державы региона — Португалии. Уже в 1512 (по другим источникам, даже в 1511) году португальский вице-король Индии Афонсу де Албукерки направил из Малакки в Пегу своего эмиссара Руя Нуньеса д'Акунью. В 1519 году было подписано соглашение между Антонио Корреа и правителем Хантавади Бинья Раном II об учреждении португальской фактории в Мартабане. В рамках того же договора Бинья Ран II первым в Мьянме начал использовать португальских наёмников, владевших огнестрельным оружием (в том числе и артиллерией), что давало ему перевес в борьбе с Авой.
Однако уже в 1527 году Авское государство пало под ударами шанских князей. Новым центром консолидации мьянманцев стал город Таунгу. В 1535 году его правитель Табиншветхи во главе большой армии, включавшей личные дружины многих мьянманских феодалов, захватил западную часть дельты Иравади и город Мьяунмья, после чего осадил Пегу — столицу Хантавади. Осада продолжалась четыре года, и в итоге город пал только в 1539 году в результате предательства. В 1541 году Табиншветхи взял Мартабан (в сражении за который португальцы уже сражались за обе воюющие стороны) и Моулмейн и захватил всю территорию монского государства вплоть до границы с Аютией.
Пытаясь легитимизировать свою власть над завоёванными территориями, Табиншветхи проводил ритуал своей коронации три раза. В первый раз, в 1541 году после установления контроля над южной Мьянмой, он короновался в Пегу. Во второй раз коронация проводилась в соответствии с мьянманскими традициями в 1542 году, в Пагане, в преддверии похода на север, закончившегося захватом Прома. В 1546 году, желая продемонстрировать единство своего государства, Табиншветхи снова короновался в Пегу, ставшем новой столицей его империи; эта коронация проходила одновременно по мьянманскому и монскому ритуалам.